# Estació de ràdio Varberg
L'estació de ràdio Varberg és un centre de telecomunicacions construït a Grimeton, Suècia (comtat de Halland) els anys 1922-1924 i reflecteix els començaments de la comunicació sense fil transatlàntica.

## Història
El transmissor TBF (VLF) va ser construït l'any 1923, i conté l'únic emissor a alternador Alexanderson funcionant al món. L'antena és un feix de cables aeris estesa en sis torres de 127 metres.
L'emissor de Grimeton es va utilitzar fins a mitjan dècada dels 50 per a les comunicacions telegràfiques transatlàntiques amb l'estació de Long Island, Nova York, Estats Units, i per a les comunicacions submarines fins a l'any 1996.

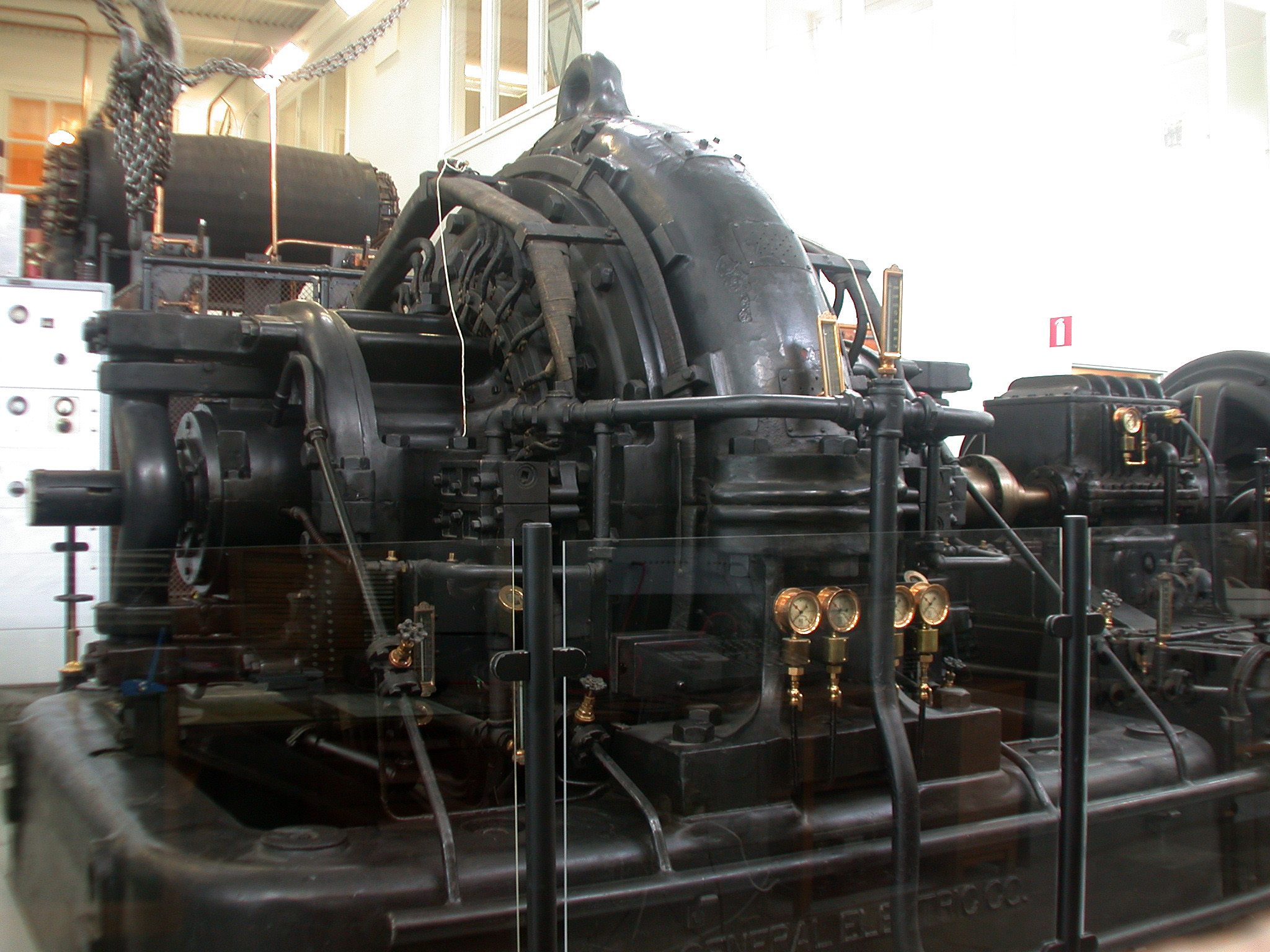
L'alternador de Grimeton.

L'any 1968 es va instal·lar un segon transmissor, amb tècniques de transistors i tubs per substituir la màquina rotativa, a la freqüència de 17,2 kHz amb les mateixes antenes.
L'any 1996, l'emissor, en part mecànic, massa vell i antiquat, va ser aturat. El seu excel·lent estat el va fer ser declarat monument nacional. Es pot visitar a l'estiu. Els dies dels esdeveniments nacionals, en particular en el Alexandersondagen (la jornada Alexanderson que se celebra cada any el tres de juliol), s'engega per transmetre el codi Morse del «indicatiu SAQ» en 17,2 kHz ((... .- --.-)).
El transmissor de l'any 1960 és utilitzat encara per la marina sueca.
L'estació de Grimeton no solament funciona en VLF, sinó també en alta freqüència (ona curta), en radio FM i en televisió. Una altra torre de 260 metres va ser construïda l'any 1966 al costat de l'emissor de 40 kHz.
El 2 de juliol de 2004, l' Estació de Ràdio de Grimeton va ser inscrita en el Patrimoni de la Humanitat com l'última supervivent de les grans estacions de transmissió de ràdio basades en tècniques anteriors a l'era de l'electrònica. Forma part també de la European Route of Industrial Heritage.
Les últimes transmissions des de SAQ en 17.2 kHz van tenir lloc el 24 de desembre de 2013, el 29 de juny de 2014, el 25 de desembre de 2014, el 28 de juny de 2015 i el 3 de juliol de 2016. Almenys es realitzen dues transmissions regulars a l'any, una el primer diumenge de juliol i una altra la Nit de Nadal, el 24 de desembre, a més a més d'una o dues transmissions addicionals en ocasions especials o per a proves.
Les transmissions més recents de SAQ als 17.2 kHz van tenir lloc el 24 de desembre de 2013, el 29 de juny del 2014, el 24 de desembre del 2014, el 28 de juny del 2015 i el 3 de juliol del 2016.
Una estació idèntica a Polònia (Nadawcza Radiostacja Transatlantycka Babice) va ser destruïda l'any 1945.
L'estació té una superfície de 109,9 hectàrees, on s'hi troben diversos edificis, l'emissora original Alexanderson, d'altres transmissors d'ona curta amb les seves antenes i d'altres edificis per al personal de l'estació. Els edificis principals van ser dissenyats per l'arquitecte Carl Åkerblad amb un estil neoclàssic. El disseny i construcció de les antenes va ser realitzat per l'enginyer Henrik Kreüger, sent en la seva època les estructures d'enginyeria més altes de Suècia.

## Galeria

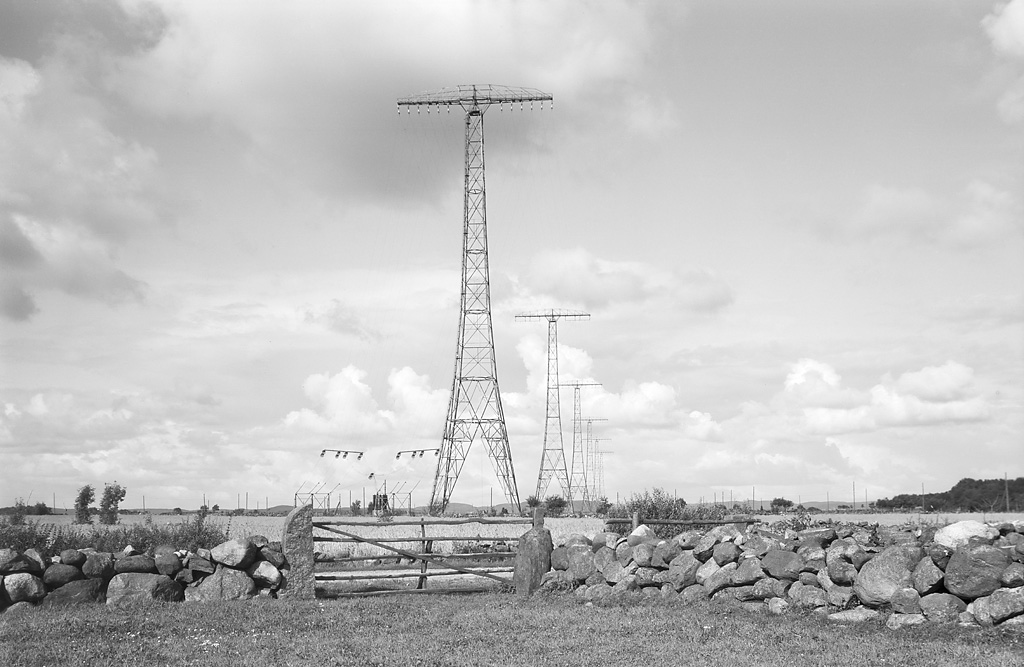
Torres de ràdio de l'estació de Varberg
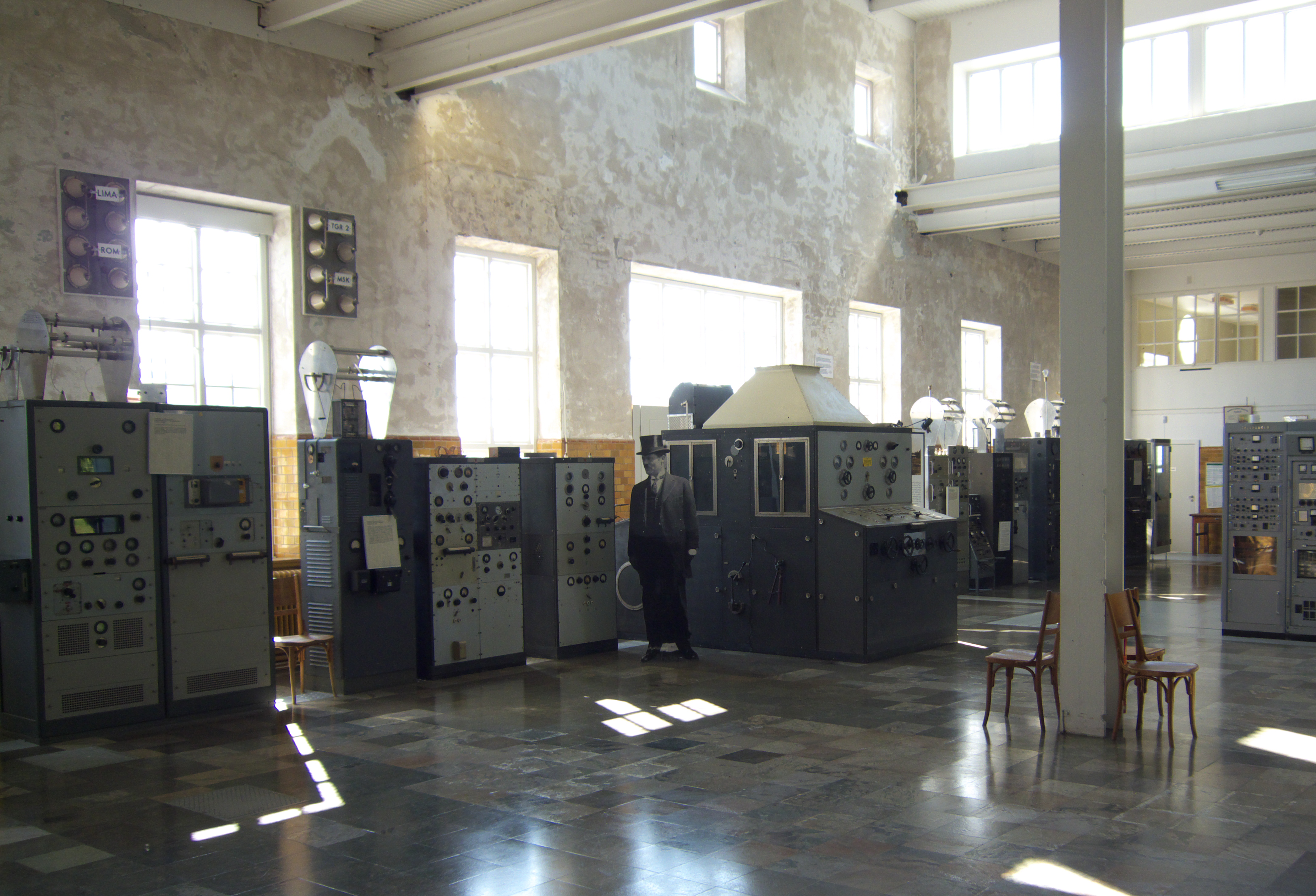
Interior de lestació de ràdio de Grimeton
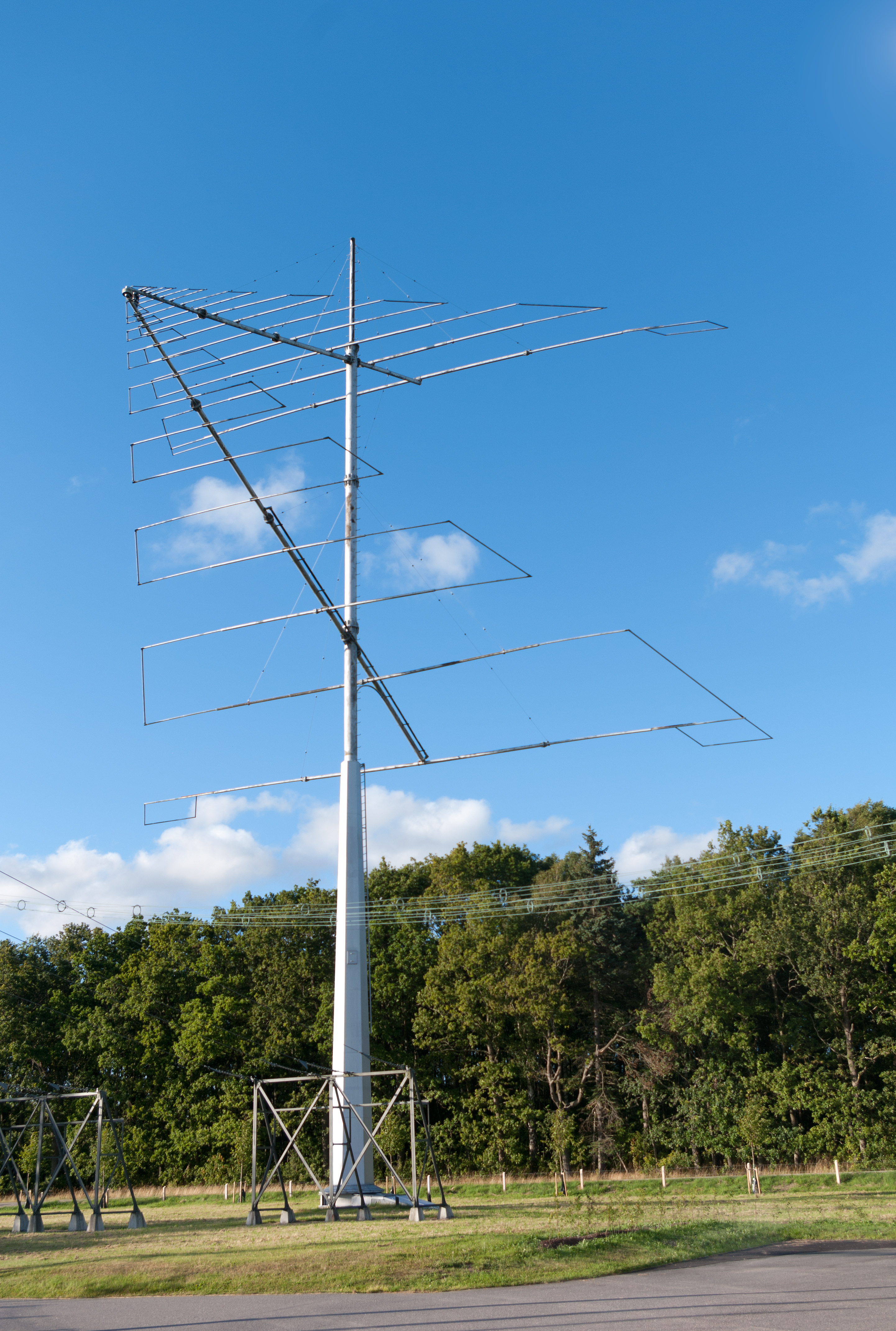
Antena d'ona curta a Grimeton
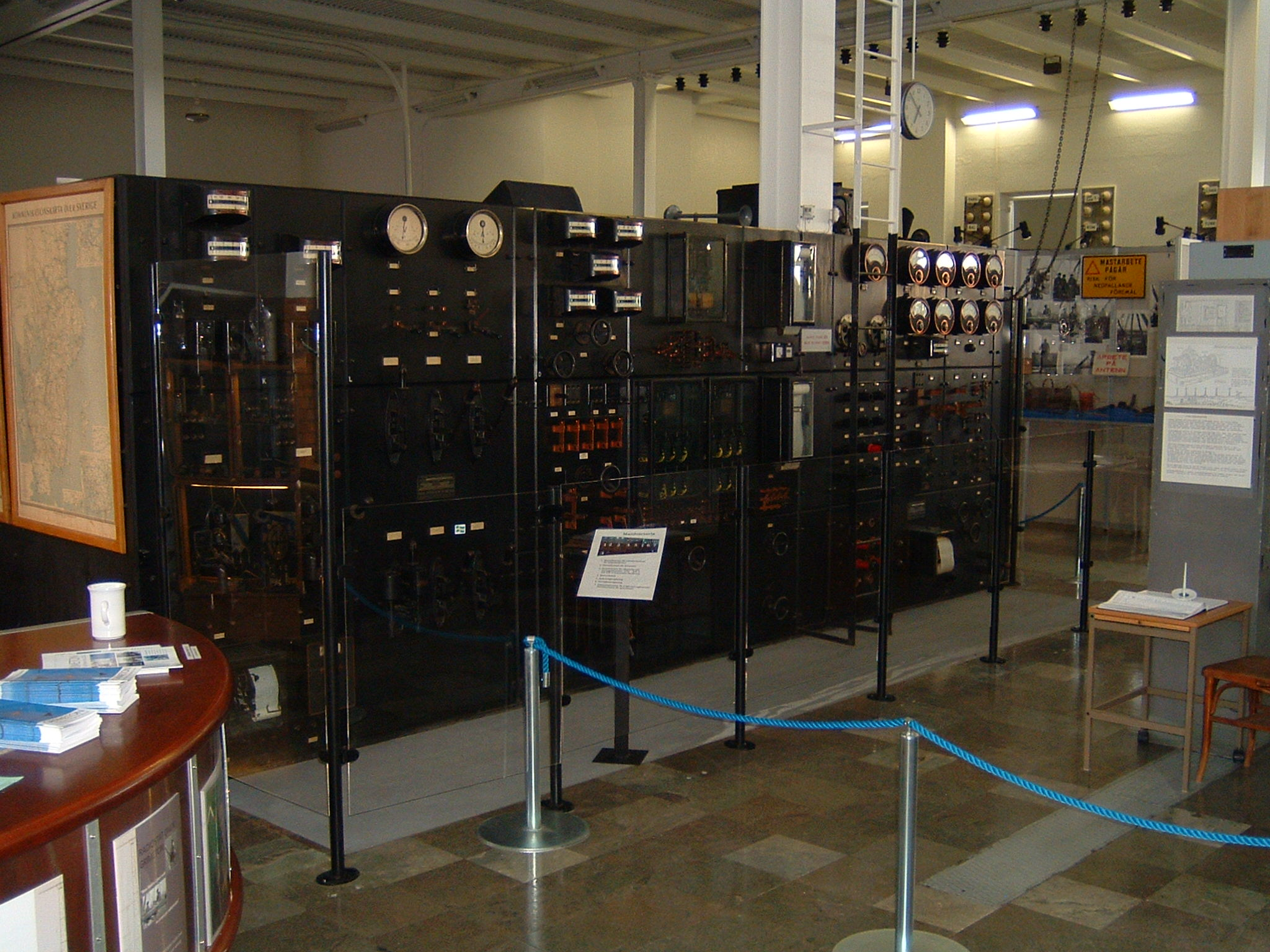
Interior de l'estació de ràdio
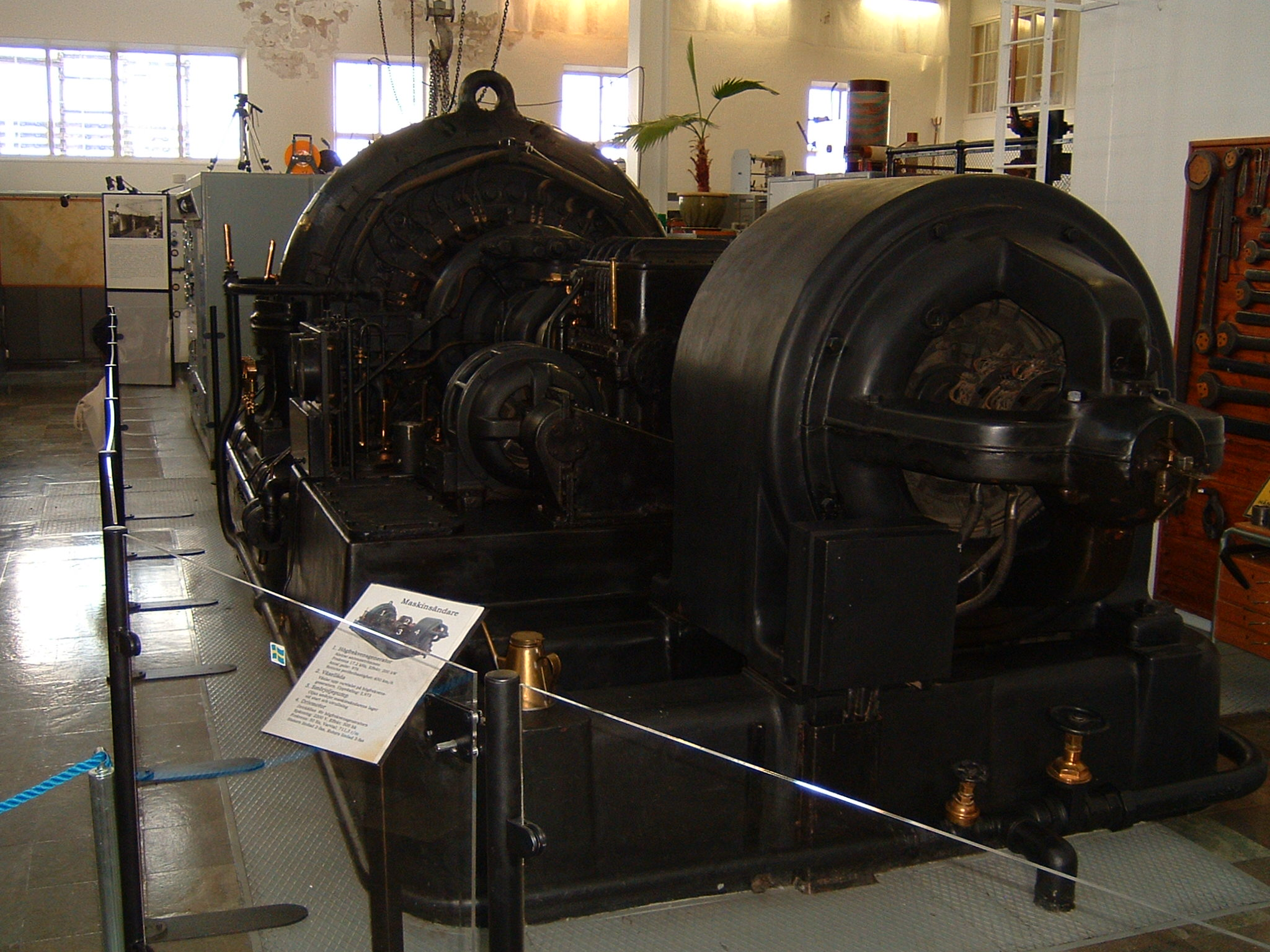
Interior de l'estació de ràdio
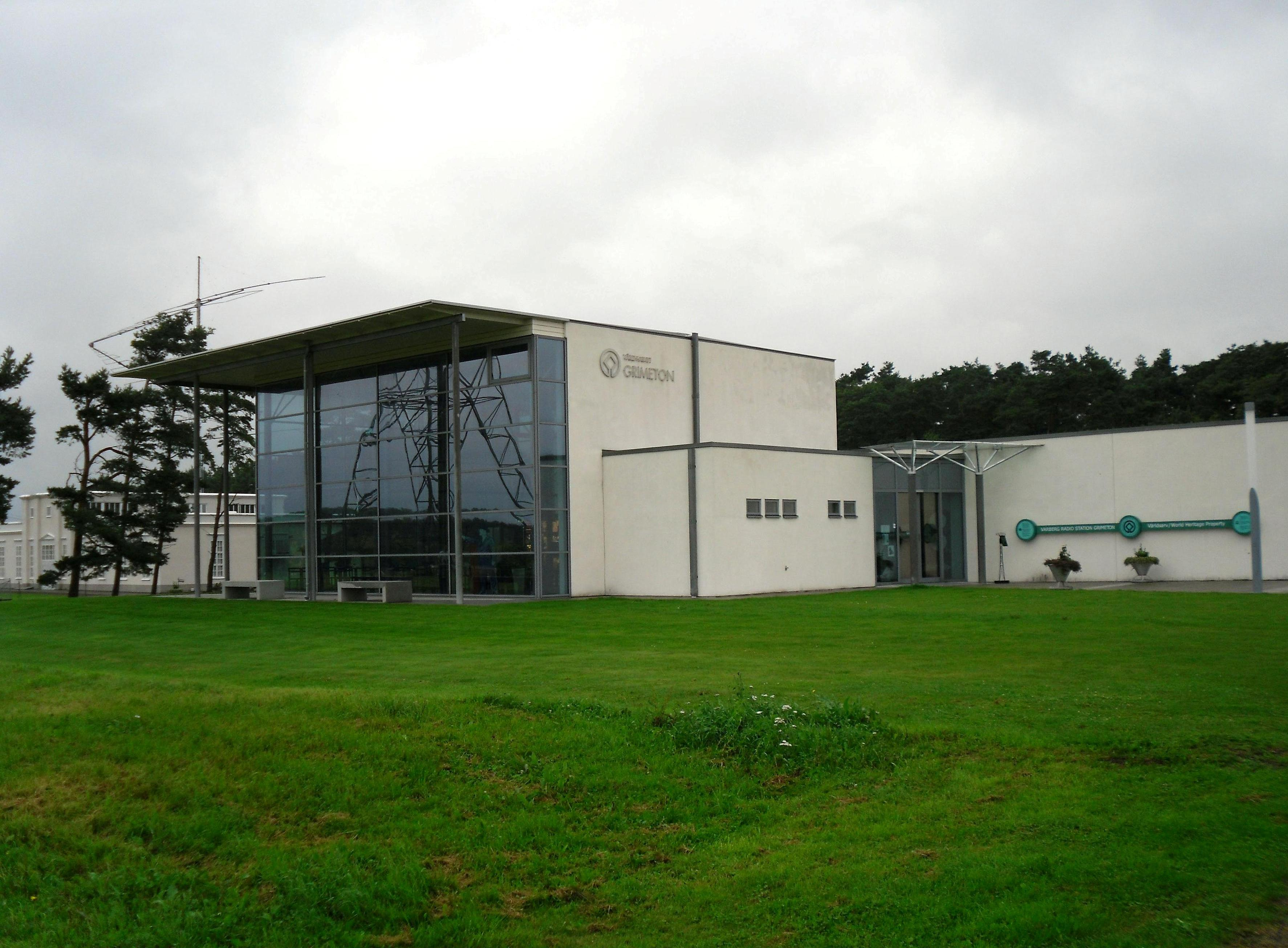
Entrada al World Hertitage de Grimeton
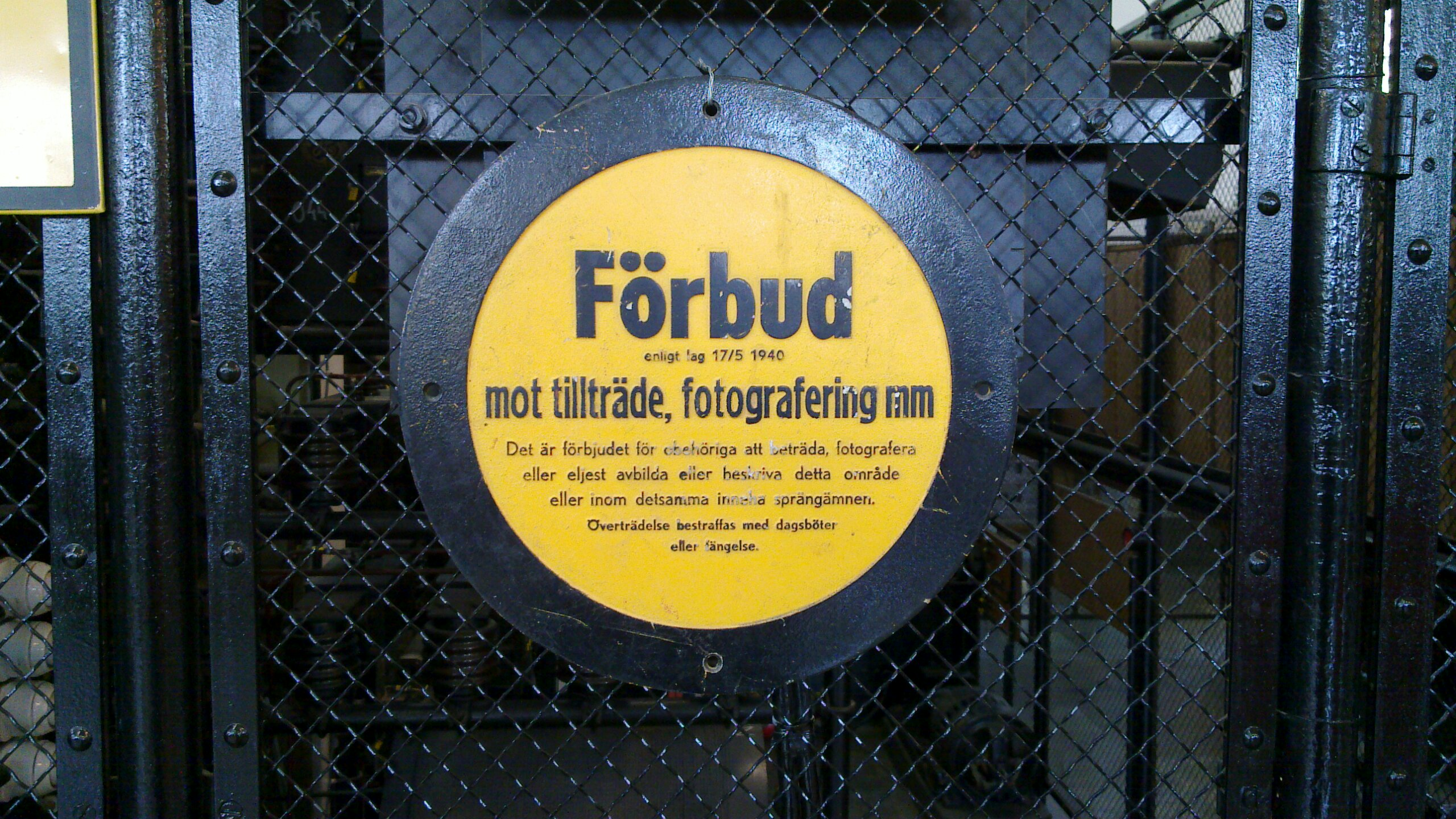
Senyal a l'entrada